# Loi d'orientation et de programmation pour la ville et la rénovation urbaine
Pour les articles homonymes, voir Borloo.
Ne doit pas être confondu avec Plan Borloo.
Lire en ligne

Légifrance : Texte de la loi ;
Vie-publique.fr : panorama de la loi

La loi no 2003-710 du 1er août 2003 d’orientation et de programmation pour la ville et la rénovation urbaine, parue au Journal officiel du 2 août 2003, dite loi Borloo, est une loi française.
Il ne faut pas la confondre avec le « plan Borloo », ou plan de cohésion sociale, voté en 2004.

## Contenu
La Loi Borloo s’articule autour de quatre axes :

### Politique de la ville et rénovation urbaine
- Réduction des inégalités sociales et des écarts de développement entre les territoires dans les zones urbaines sensibles (ZUS). Un observatoire national des ZUS est créé ;
- Création d’un programme national de rénovation urbaine (PNRU) dit « Plan Borloo ». Objectif : pour la période 2004-2008, 200 000 constructions de logements locatifs sociaux, 200 000 réhabilitations ou restructurations lourdes (dont résidentialisations) et 200 000 démolitions de logements vétustes ;
- Création de l’Agence nationale pour la rénovation urbaine (ANRU) ;
- Sécurité dans les immeubles collectifs et copropriétés en difficulté.

### Développement économique des quartiers prioritaires
Création de 41 nouvelles zones franches urbaines (ZFU) qui s'ajouteront aux 44 ZFU créées en 1999, elles-mêmes prolongées de cinq ans.

### Procédure de rétablissement personnel
Elle donnerait une seconde chance aux personnes surendettées du fait d’un « accident de la vie » (chômage, veuvage, divorce, maladie).

### Dispositions diverses
- HLM avec extension du rôle de la Caisse de garantie du logement locatif social (CGLLS) à la réorganisation des organismes HLM, création d’une nouvelle ressource pour cette dernière et modification de la gouvernance des SA d’HLM ;
- Autres dispositions dont le « surclassement » des communes comprenant une ou plusieurs ZUS.